# Alpbach (Aare)
Der Alpbach ist ein etwas über acht Kilometer langer, nordnordöstlicher und rechter Nebenfluss der Aare im Schweizer Kanton Bern und im Einzugsgebiet des Rheins. Er entwässert einen Abschnitt der Unterwaldner Voralpen.

## Geographie

### Quellgebiet
Auf der Westseite des hohen Felsgrats mit den Bergen Glogghüs, Rothorn und Läuber befinden sich mehrere steile Gräben und Runsen, die teilweise nur nach Niederschlägen Wasser führen. Die Quelle des Alpbachs liegt unterhalb des Einschnitts «Metzgerchälen». Am Berghang über der Mägisalp nimmt der Bach mehrere kleine Quellbäche auf.

### Verlauf
Der Bergbach sammelt im Tal, das zum unteren Stafel der Mägisalp führt, weitere Seitenbäche, die das Alpgebiet Mägisalp-Hübschenboden entwässern. Die Berghänge und einige flache Stellen weisen Feuchtgebiete auf, die teilweise als Moore von nationaler Bedeutung geschützt sind, so zum Beispiel das Hochmoor Seemad auf der linken Seite des Alpbachs.
Auf dem unteren Stafel der Mägisalp befindet sich auf 1707 m ü. M. die Bergstation der Seilbahn Meiringen–Hasliberg-Reuti–Mägisalp, von wo aus kleinere Seilbahnen zum oberen Stafel und auf Planplatten führen. Die Zufahrtsstrasse von Hasliberg zur Bergstation überquert den Alpbach mit einer Brücke.

Wasserfälle des Alpbachs auf einer Fotografie von ca. 1912

Unterhalb des Weidegebiets fliesst der Alpbach in einem tiefen Graben durch den Mägisalpwald in das Gebiet «Guggerhubel» (1420 m ü. M.). Dort tritt er in das immer steiler werdende, lange Tobel ein, dessen mittlerer Abschnitt «Eggraben» heisst. Das erosionsgefährdete Bachbett ist zum Schutz vor Murgängen mit zahlreichen Sperrmauern gesichert. Auf der Höhe von 1060 m ü. M. erreicht der Bach das Gebiet der Ortschaft Hasliberg Reuti. In südwestlicher Richtung durchquert er danach weitere Waldflächen und Rodungsgebiete bis hinunter in die Gegend von Haselholz und Schrändli auf 810 m ü. M.
Darunter folgt die 200 Meter hohe Steilwand der Talflanke über der Aareniederung. Der Alpbach hat in den Kalk- und Mergelfelsen eine tiefe, sehr steile Schlucht gegraben, in der er über Wasserfälle zur Ortschaft Meiringen hinunterstürzt. Mitten in der Schluchtstrecke überquert er die Gemeindegrenze zwischen Hasliberg und Meiringen. Die spektakuläre Felspassage in der Alpbachschlucht ist mit einem anspruchsvollen Bergweg erschlossen und wurde zu einer bedeutenden Sehenswürdigkeit im Berner Oberland.
Unterhalb der Wasserfälle steht neben dem Alpbach das Kraftwerk Meiringen des Unternehmens Alpen Energie Meiringen, in welchem das durch Stollen abgeleitete Wasser aus dem Oberlauf des Alpbachs und aus einigen seiner Zuflüsse turbiniert wird.
In Meiringen nimmt der Alpbach von links den Milibach, seinen bedeutendsten Zufluss, auf. Kurz vor der Mündung wird er von der Meiringen-Innertkirchen-Bahn überquert.

### Einzugsgebiet
Das 17,23 km² grosse Einzugsgebiet des Alpbachs liegt in den Urner Alpen und wird durch ihn über die Aare und den Rhein zur Nordsee entwässert.
Es besteht zu 24,0 % aus bestockter Fläche, zu 59,9 % aus Landwirtschaftsfläche, zu 3,9 % aus Siedlungsfläche und zu 12,2 % aus unproduktiven Flächen.
Die Flächenverteilung
Die mittlere Höhe des Einzugsgebietes beträgt 1686,2 m ü. M., und die höchste Erhebung ist das Glogghüs mit 2534 m ü. M. im Nordosten des Einzugsgebietes.

### Zuflüsse
Von der Quelle zur Mündung
- Lugibach (links), 2,0 km
- Schwarzigraben (rechts), 2,0 km, 1,6 km²
- Bidmibächli (rechts), 2,3 km, 1,98 km²
- Milibächli (rechts), 3,1 km, 1,85 km²
- Milibach (links), 5,7 km, 3,94 km², 160 l/s

## Hydrologie
Bei der Mündung des Alpbachs in die Aare beträgt seine modellierte mittlere Abflussmenge (MQ) 820 l/s. Sein Abflussregimetyp ist nival alpin, und seine Abflussvariabilität beträgt 18.

## Naturgefahren
Der Unterlauf des Alpbachs ist zwischen dem Schluchtausgang und der Mündung in die Aare als ein Kilometer langer, gerader, gemauerter Kanal mit hohen Seitendämmen angelegt, um die Hochwassergefahr für das Dorf Meiringen zu begrenzen. In der Vergangenheit brach der Alpbach nach schweren Unwettern manchmal aus seinem Bachbett aus und überschwemmte die Ortschaft, die auf dem alten, weiten Schwemmkegel des Baches angelegt ist. Besonders deutlich ist die Folge vieler Murgänge an der Baugeschichte der Sankt Michaelskirche in Meiringen zu sehen, deren aktuelles Gebäude von 1684 mehrere Meter hoch über älteren Kirchenruinen steht, die seit dem Mittelalter im Bachschutt versunken sind. Nach dem verheerenden Alpenhochwasser von 2005 wurden am Wildbach neue Hochwasserschutzmassnahmen umgesetzt.